# Міністерство оподаткування Данії
Міністерство оподаткування Данії (дан. Skatteministeriet) в сучасному вигляді існує з 1975 року і відповідає за збір податків та зборів з фізичних осіб та компаній на території Данії.

## Історія
Генеральний департамент митної справи та Міністерство оподаткування було створено 1902 року, згодом було прийнято Закон про державний податок (1903) та Митний закон (1908).
До 1975 року Міністерство оподаткування та Міністерство митниці входили до складу Міністерства фінансів, але згодом було створено окреме Міністерство податків.
2005 року муніципальні податкові органи було підпорядковано Міністерству оподаткування. Раніше департамент Міністерства оподаткування та митниця були двома окремими структурами.
Протягом 2010-х років Міністерство зазнавало критики через те, що воно не займалося створенням ефективної системи стягнення боргів.
З 2012 року вся діяльність з організації азартних ігор в Данії контролюється Данським управлінням азартних ігор (дан. Spillemyndigheden або англ. Danish Gambling Authority, скорочено DGA), яке в свою чергу підпорядковується Міністерству оподаткування, більша частина цього ринку контролюється також державною установою Danske Spil.

## Організація
У складі Міністерства оподаткування є три підрозділи: апеляційний центр, головне юридичне управління та центр внутрішнього аудиту.
Два інші підрозділи є незалежними органами влади, але також входять до Міністерства оподаткування. Це данське ігрове управління та Національний податковий суд.
У міністерстві працює близько 8000 людей.

## Міністри податків
| Ім'я                 | Від    | До    | Посада           | Партія                       |
| -------------------- | ------ | ----- | ---------------- | ---------------------------- |
| Свенд Якобсен        | 1975   | 1977  | Міністр податків | Соціал-демократи             |
| Єнс Кампманн         | 1977   | 1978  | Міністр податків | Соціал-демократи             |
| Андерс Андерсен      | 1978   | 1980  | Міністр податків | Венстре                      |
| Карл Хьортнес        | 1980   | 1981  | Міністр податків | Соціал-демократи             |
| Моргенс Люккетофт    | 1981   | 1982  | Міністр податків | Соціал-демократи             |
| Ісі Фугель           | 1982   | 1987  | Міністр податків | Консервативна народна партія |
| Андерс Фог Расмуссен | 1987   | 1992  | Міністр податків | Венстре                      |
| Пітер Брикстофте     | 1992   | 1993  | Міністр податків | Венстре                      |
| Оле Ставад           | 1993   | 1994  | Міністр податків | Соціал-демократи             |
| Карстен Кох          | 1994   | 2000  | Міністр податків | Соціал-демократи             |
| Фроде Сьоренсен      | 2000   | 2001  | Міністр податків | Соціал-демократи             |
| Свенд Ерік Ховманд   | 2001   | 2004  | Міністр податків | Венстре                      |
| Крістіан Йенсен      | 2004   | 2010  | Міністр податків | Венстре                      |
| Трілс Лунд Поульсен  | 2010   | 2011  | Міністр податків | Венстре                      |
| Пітер Крістенсен     | 2011   | 2011  | Міністр податків | Венстре                      |
| Тор Мегер Педерсен   | 2011   | 2012  | Міністр податків | Соціалістична народна партія |
| Хольгер К. Нільсен   | 2012   | 2013  | Міністр податків | Соціалістична народна партія |
| Йонас Даль           | 2013   | 2014  | Міністр податків | Соціалістична народна партія |
| Мортен Остергаард    | 2014   | 2014  | Міністр податків | Радикальна ліва              |
| Бенні Енгельбрехт    | 2014   | 2015  | Міністр податків | Соціал-демократи             |
| Карстен Лауріцен     | 2015   | 2019  | Міністр податків | Венстре                      |
| Мортен Бодсков       | 2019 р | зараз | Міністр податків | Соціал-демократи             |